# Aegaeobuthus
Genre
Aegaeobuthus est un genre de scorpions de la famille des Buthidae.

## Distribution
Les espèces de ce genre se rencontrent dans les Balkans et au Proche-Orient.

## Liste des espèces
Selon The Scorpion Files (06/09/2020) :
- Aegaeobuthus cyprius (Gantenbein & Kropf, 2000)
- Aegaeobuthus gallianoi (Ythier, 2018)
- Aegaeobuthus gibbosus (Brullé, 1832)
- Aegaeobuthus nigrocinctus (Ehrenberg, 1828)

## Publication originale
- Kovařík, 2019 : « Taxonomic reassessment of the genera Lychas, Mesobuthus, and Olivierus, with descriptions of four new genera (Scorpiones: Buthidae). » Euscorpius, no 288, p. 1-27 (texte intégral).